# 川上則雄
川上 則雄（かわかみ のりお、1958年1月21日 - ）は、日本の物理学者。京都大学理学部名誉教授。工学博士（大阪大学、1986年）。岡山県美星町生まれ。
専門は凝縮系物性理論。特に、フェルミ液体論を適用できない低次元電子系の理論。
素粒子物理学者の梁成吉と共に、従来の朝永・ラッティンジャー模型では扱えなかった強相関1次元電子系に共形場理論を導入し、1次元電子系における臨界現象を普遍的に記述することに成功した。他に近藤効果を記述するアンダーソン模型の厳密解の発見など。

## 略歴
- 1980年 - 大阪大学工学部応用物理学科卒業
- 1982年 - 大阪大学大学院工学研究科応用物理学専攻修士課程修了
- 1984年6月 - 大阪大学工学部助手
- 1989年1月 - 京都大学基礎物理学研究所助教授
- 1995年6月 - 大阪大学大学院工学研究科教授
- 2006年 - 京都大学大学院理学研究科教授（併任）
- 2007年4月 - 京都大学大学院理学研究科教授（専任）

## 受賞歴
- 1992年 - 日本IBM科学賞を受賞
- 1995年 - 「共形場理論に基づく1次元電子系の研究」の業績により、仁科記念賞を受賞

## 著書

### 単著
- 『1次元電子系の数理：共形場理論の応用』（岩波書店, 2002年）

### 共著
- 『共形場理論と1次元量子系』（岩波書店, 1997年）